# Philippe Perrin
Philippe Perrin (Meknès, 6 gennaio 1963) è un ex astronauta francese.